# Hypocrea jecorina
Hypocrea jecorina är en svampart som beskrevs av Berk. & Broome 1875. Hypocrea jecorina ingår i släktet svampdynor och familjen Hypocreaceae.   Inga underarter finns listade i Catalogue of Life.